# Édouard Brisson
Édouard Brisson (ur. 12 stycznia 1902, zm. 9 listopada 1968) – francuski kierowca wyścigowy.

## Kariera
W swojej karierze wyścigowej Brisson poświęcił się startom w wyścigach Grand Prix oraz w wyścigach samochodów sportowych. W latach 1924-1926, 1928-1932 Francuz pojawiał się w stawce 24-godzinnego wyścigu Le Mans. W pierwszym sezonie startów odniósł zwycięstwo w klasie 5, a w klasyfikacji generalnej wyścigu stanął na drugim stopniu podium. W kolejnych trzech startach w klasie 5 trzykrotnie stawał na podium - odpowiednio na drugim, trzecim i drugim stopniu (a w klasyfikacji generalnej odpowiednio na trzecim, trzecim i drugim stopniu). W kolejnych latach nie dojeżdżał do mety.